# De XIII

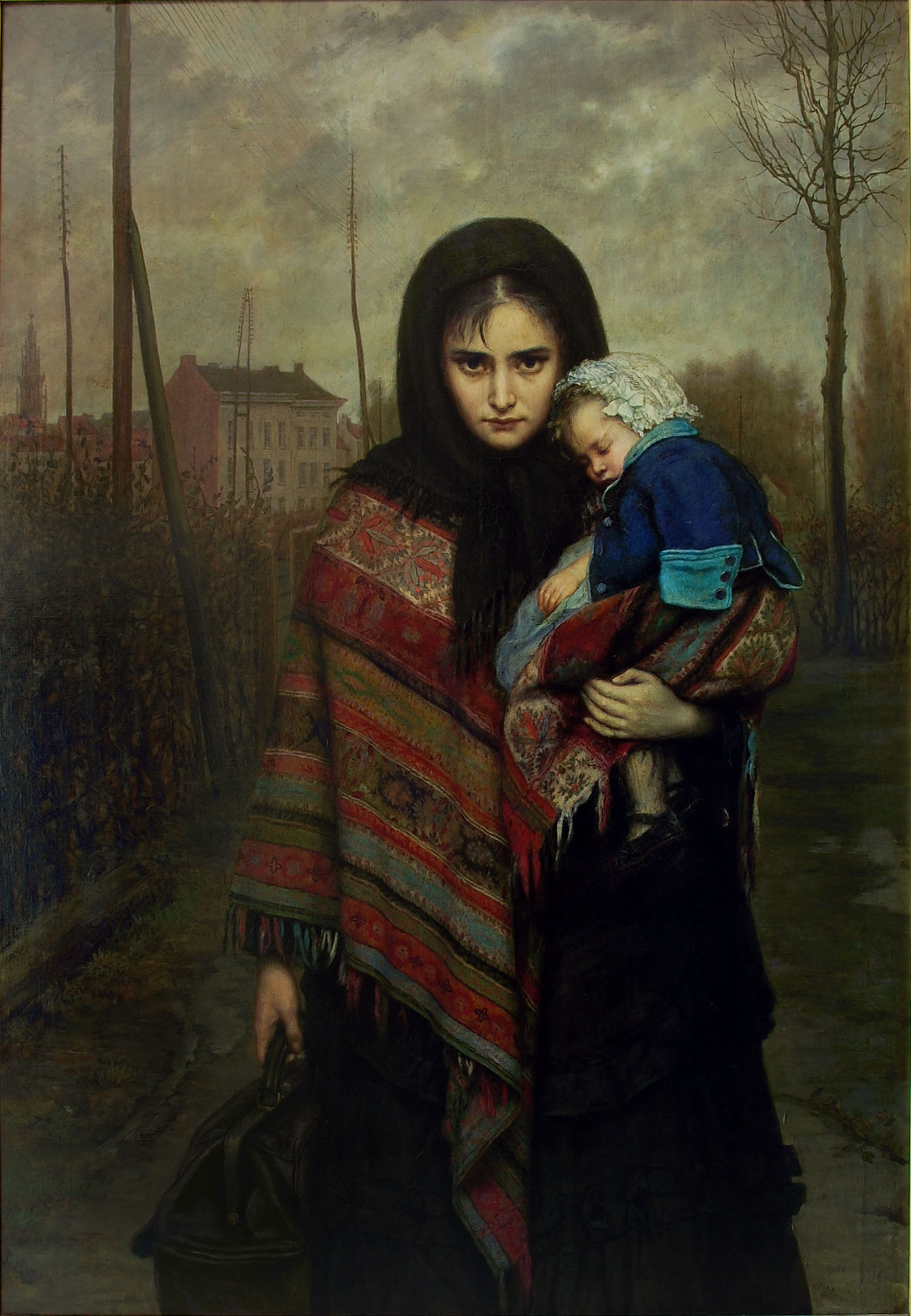
Verlaten van Alexander Struys, 1874

De XIII (Cercle des XIII) was een vereniging van beeldende kunstenaars in de Belgische stad Antwerpen. Ze werd gesticht in februari 1891 en had doelstellingen die gelijklopend waren aan deze van Les XX uit Brussel, waarmee de groep zich bewust afzette van "Als ik Kan" in Antwerpen.
"De XIII" groepeerde onder meer Léon Abry, Emile Claus (die toen nog in Antwerpen woonde), Edouard de Jans, Henri De Smeth, Edgar Farasyn, Maurice Hagemans, Frans Hens, Evert Larock, Romain Looymans, Charles Mertens, Henry Luyten, Henry Rul, Leo Van Aken, Louis van Engelen, Piet Verhaert en Theodoor Verstraete. 
Ze bestonden tot in 1899 en richtten, verspreid over hun hele bestaan, slechts drie salons in. Hieraan namen bekende kunstenaars zoals Albert Baertsoen, Hubert Bellis, Franz Binjé, Albéric Collin, Adrien-Joseph Heymans, Fernand Khnopff, Max Liebermann, Constantin Meunier, Isidore Meyers, Jan Stobbaerts, Alexander Struys, Gustave Vanaise en Guillaume Van Strydonck deel.

## Bron
- Info over De XIII op www.arto.be[dode link]